# 스포잉역
스포잉역(중국어: 石佛营站)은 중국 베이징시 차오양구 둥펑 지구 야오자위안로·화장 동로 교차로에 위치한 베이징 지하철 3호선의 지하철역이다. 2024년 12월 15일에 3호선 1단계 구간이 개통하였다.

## 역 구조
스포잉역은 분리식 섬식 승강장이 있는 지하 2층의 역사이다. 총 길이 323m, 표준 구간 폭 12.9m, 확장 구간 폭 14.85m, 유효 승강장 길이 186m, 승강장 폭은 7.45m이다.

### 층별 구조
| 지면     |                                 | 출입구                                |
| 지하 1층 | 대합실                          | 고객센터, 자동 발매기, 출입 게이트    |
| 지하 2층 | ←                               | ■ 3호선 둥쓰스탸오 방면 (차오양 공원) |
| 지하 2층 | 섬식 승강장, 왼쪽 출입문이 열림 |                                       |
| 지하 2층 | →                               | ■ 3호선 둥바베이 방면 (차오양)        |

## 출입구
본 역에는 7개의 출입구가 있다.
|                         |                        |           |      |             |
| 출구                    | 지시                   | 출구 인근 | 사진 | 무장애 시설 |
| 出口 · A · 1            | 야오자위안로(姚家园路) |           |      | 빈칸        |
| 出口 · A · 2            | 야오자위안로(姚家园路) |           |      |             |
| 出口 · B                | 야오자위안로(姚家园路) |           |      | 빈칸        |
| 出口 · C · 1            | 야오자위안로(姚家园路) |           |      | 빈칸        |
| 出口 · C · 2            | 야오자위안로(姚家园路) |           |      | 빈칸        |
| 出口 · D · 1            | 야오자위안로(姚家园路) |           |      | 빈칸        |
| 出口 · D · 2            | 야오자위안로(姚家园路) |           |      | 빈칸        |
| 아이콘 설명: 엘리베이터 |                        |           |      |             |